# Quenten Martinus
Quenten Martinus (Willemstad, Curaçao, 7 de març de 1991) és un futbolista de Curaçao. Va disputar 9 partits amb la selecció de Curaçao.